# Rhodanthidium ducale
Rhodanthidium ducale är en biart som först beskrevs av Morawitz 1875.  Rhodanthidium ducale ingår i släktet Rhodanthidium och familjen buksamlarbin. Inga underarter finns listade i Catalogue of Life.